# Örsjön (Lima socken, Dalarna, 675704-135936)
Örsjön är en sjö i Malung-Sälens kommun i Dalarna och ingår i Dalälvens huvudavrinningsområde. Sjön är 16 meter djup, har en yta på 0,42 kvadratkilometer och befinner sig 525,3 meter över havet. Sjön avvattnas av vattendraget Bäjsjöån.

## Delavrinningsområde
Örsjön ingår i det delavrinningsområde (675614-136019) som SMHI kallar för Utloppet av Örsjön. Medelhöjden är 553 meter över havet och ytan är 5,22 kvadratkilometer. Det finns inga avrinningsområden uppströms utan avrinningsområdet är högsta punkten. Bäjsjöån som avvattnar avrinningsområdet har biflödesordning 4, vilket innebär att vattnet flödar genom totalt 4 vattendrag innan det når havet efter 433 kilometer. Avrinningsområdet består mestadels av skog (71 procent) och sankmarker (16 procent). Avrinningsområdet har 0,42 kvadratkilometer vattenytor vilket ger det en sjöprocent på 8,1 procent.